# Limonia kuschei
Limonia kuschei är en tvåvingeart som beskrevs av Alexander 1958. Limonia kuschei ingår i släktet Limonia och familjen småharkrankar. Inga underarter finns listade i Catalogue of Life.